# John Utaka
John Utaka, futbolista.

## Carrera
Fue fichado por los ojeadores de Al-Sadd, de ahí pasó al Lens francés, para fichar por el Rennes, en verano de 2007 fichó por el Portsmouth FC. El 29 de enero de 2011 fichó para el club francés Montpellier HSC. El 1 de agosto de 2013 pasó al Sivasspor de Turquía con un contrato de dos años.
Es uno de los futbolistas más rápidos del mundo.

## Selección nacional
Ha sido internacional con la Selección de fútbol de Nigeria, ha jugado 43 partidos internacionales y ha anotado 6 goles.

### Participaciones en Copas del Mundo
| Mundial                        | Sede                  | Resultado    |
| ------------------------------ | --------------------- | ------------ |
| Copa Mundial de Fútbol de 2002 | Corea del Sur y Japón | Primera fase |
| Copa Mundial de Fútbol de 2010 | Sudáfrica             | Primera fase |

## Clubes
| Club                   | País       | Año       |
| ---------------------- | ---------- | --------- |
| Arab Contractors       | Egipto     | 1998-2000 |
| Ismaily SC             | Egipto     | 2000-2001 |
| Al-Saad                | Catar      | 2001-2002 |
| RC Lens                | Francia    | 2002-2005 |
| Stade Rennes           | Francia    | 2005-2007 |
| Portsmouth FC          | Inglaterra | 2007-2011 |
| Montpellier HSC        | Francia    | 2011-2013 |
| Sivasspor              | Turquía    | 2013-2015 |
| Ismaily                | Egipto     | 2016      |
| Nogoom El Mostakbal FC | Egipto     | 2016      |

## Palmarés

### Campeonatos nacionales
| Título  | Club            | País       | Año     |
| ------- | --------------- | ---------- | ------- |
| Copa FA | Portsmouth FC   | Inglaterra | 2008    |
| Ligue 1 | Montpellier HSC | Francia    | 2011-12 |